# More Money Than Manners
Pour plus de détails, voir Fiche technique et Distribution.
More Money Than Manners (littéralement : Plus d'argent que de bonnes manières) est un film muet américain réalisé par Larry Semon, sorti en 1916.

## Fiche technique
- Titre : More Money Than Manners
- Réalisation : Larry Semon
- Scénario : Larry Semon, d'après une nouvelle de C. Graham Baker
- Société de production : Vitagraph Company of America
- Société de distribution : General Film Company
- Pays d'origine :  États-Unis
- Langue : film muet avec les intertitres en anglais
- Métrage : 300 m
- Format : Noir et blanc - 35 mm - 1,33:1  -  Muet
- Genre : Comédie
- Durée : 10 minutes
- Dates de sortie :
  -  États-Unis : 19 mai 1916

## Distribution
- John T. Kelly : Mr P. Oodles
- Kate Price : Mrs Oodles
- Jewell Hunt :Lucille Oodles
- Eddie Dunn (en) : Nutty Oodles
- Templar Saxe : Le duc De Luxe
- Genevieve Russell : La duchesse De Luxe
- Danny Hayes : le valet
- Hughie Mack : Hector McMush